# Olan
Olan es una marca deportiva argentina que se hizo conocida mayormente por haber sido la proveedora de indumentaria oficial del Club Atlético Boca Juniors entre 1993 y 1996. Fue fundada en Quilmes por el empresario Enrique Vilouta, el mismo que en 2007 crearía KDY.
En 1991 Olan comenzó vistiendo al arquero de Boca, Carlos Fernando Navarro Montoya y, al año siguiente, renovaron el buzo con una imagen del propio Navarro Montoya manejando un camión.
El primer equipo completo de Primera División con el que trabajó la marca fue el Club Atlético Platense en 1992. En dicho club jugaban Marcelo Espina y el Bichi Borghi entre otros.
En 1993 pasaron a vestir a todo el plantel de Boca Juniors, entre quienes se encontraban el Beto Márcico y el Manteca Martínez.
En 1994 vistieron al Estudiantes de La Plata que ascendió a Primera con un equipo que contaba con Chiquito Bossio, el Mago Capria, la Brujita Verón, el Loco Palermo y José Luis Calderón.
En 1995 vistieron a Talleres de Córdoba y Deportivo Morón, además de continuar vistiendo a Boca en el momento del regreso de Diego Armando Maradona, al que se sumó asimismo Claudio Paul Caniggia.
En 1996 vistió al salteño Juventud Antoniana.
En 1997 realizaron la indumentaria para la tira televisiva Cebollitas, inspirada en el equipo juvenil homónimo en el que había participado Maradona.
En 1999 vistieron a Defensa y Justicia y San Miguel, disputando la Zona Metropolitana del Nacional B.
En 2000 vistieron a los mendocinos Independiente Rivadavia y San Martín y el rionegrino Cipolletti.